# Anthomyia bazini
Anthomyia bazini es una especie de mosca del género Anthomyia, de la familia Anthomyiidae, orden Diptera. Fue descrita por Séguy en 1929.
Se distribuye por Europa: Alemania, Hungría y Francia. Es muy parecida a Anthomyia procellaris, ambas especies presentan manchas fusionadas en la parte del tórax, a diferencia de otras especies del género.